# Grijswitte karafjeszwam
Het grijswitte karafjeszwam (Cytospora nivea) is een schimmel behorend tot de familie Valsaceae. Hij leeft saprotroof op hout. Hij komt voor op Populus.

## Verspreiding
De grijswitte karafjeszwam komt voor in Europa, Noord-Amerika en Nieuw-Zeeland. In Nederland komt hij vrij zeldzaam voor.